# Olof Molander
Olof Johan Harald Molander (* 18. Oktober 1892 in Helsinki; † 26. Mai 1966 in Stockholm) war ein schwedischer Film- und Theaterregisseur, Schauspieler sowie Theaterleiter.

## Leben
Olof Molander wurde 1892 als Sohn des Regisseurs und Schriftstellers Harald Molander und der finnisch-schwedischen Schauspielerin Lydia Molander (geborene Wessler) geboren. Sein vier Jahre älterer Bruder Gustaf Molander wurde später ebenfalls ein bekannter schwedischer Regisseur und Schauspieler.
Molander besuchte von 1912 bis 1914 die Schauspielschule des Kungliga Dramatiska Teatern in Stockholm. Hier debütierte er 1914 als Schauspieler. 1919 führte er auch im schwedischen Nationaltheater  (Dramaten) erstmals Regie und zwar in Shakespears Der Kaufmann von Venedig. Am Dramaten gehörte er neben Alf Sjöberg lange zu den wichtigsten Theaterregisseuren Schwedens. 
1934 wurde er sogar zum Leiter des Königlichen Dramatischen Theaters erkoren. Ein einflussreiches Amt, dass er bis 1938 durch eine harte, bisweilen schonungslose Gangart prägte. 
Schließlich wurde er zum Rücktritt gezwungen und Pauline Brunius trat seine Nachfolge an. Sein Ansehen als Regisseur blieb davon allerdings unberührt, vor allem seine Inszenierungen diverser Theaterstücke von August Strindberg sind legendär. Er trug auch wesentlich zur internationalen Bekanntheit von Eugene O’Neill bei. Ingmar Bergman sah in ihm eine große Inspirationsquelle.
Von 1938 bis 1942 leitete Molander das Folkets Parker Teater. In den 1940er Jahren wandte er sich verstärkt dem schwedischen Film zu, wo er als Regisseur, Schauspieler und Drehbuchautor tätig war. Er arbeitete auch für den Rundfunk. 1966 starb er im Alter von 73 Jahren in Stockholm.

## Theater
Folgende Theaterstücke wurden am Dramaten unter Molanders Regie aufgeführt (Auswahl):
- 1919 – Köpmannen i Venedig (Der Kaufmann von Venedig) von William Shakespeare
- 1920 – Danton von Romain Rolland
- 1921 – George Dandin von Molière
- 1921 – Vildanden (Die Wildente) von Henrik Ibsen
- 1922 – Som ni behagar (Wie es euch gefällt) von William Shakespeare
- 1922 – Pelikanen von August Strindberg
- 1924 – Othello von William Shakespeare
- 1924 – Höstens violiner von Ilja Surgutsjov
- 1925 – Storstädning von Frederick Lonsdale
- 1926 – Advent von August Strindberg
- 1927 – Per Gynt (Peer Gynt) von Henrik Ibsen
- 1927 – En midsommarnattsdröm (Ein Sommernachtstraum) von William Shakespeare
- 1927 – Den inbillade sjuke (Der eingebildete Kranke) von Molière
- 1928 – Faust von Johann Wolfgang von Goethe
- 1930 – Ungkarlspappan (Der Junggesellenvater) von Edward Childs Carpenter
- 1930 – Fiesco	(Die Verschwörung des Fiesco zu Genua) von Friedrich von Schiller
- 1931 – Elisabet av England (Elisabeth von England) von Ferdinand Bruckner
- 1931 – Macbeth von William Shakespeare
- 1931 – Pickwick-klubben (Die Pickwickier) von Charles Dickens
- 1932 – Clavigo von Johann Wolfgang von Goethe
- 1933 – Bäverpälsen (Der Biberpelz) von Gerhart Hauptmann
- 1935 – Ett drömspel (Ein Traumspiel) von August Strindberg
- 1935 – Maria Stuart von Friedrich von Schiller
- 1936 – Romeo och Julia (Romeo und Julia) von William Shakespeare
- 1936 – Till Damaskus (Nach Damaskus) von August Strindberg
- 1937 – Dödsdansen (Der Totentanz) von August Strindberg
- 1938 – Julius Caesar (Julius Cäsar) von William Shakespeare
- 1944 – Till Damaskus II (Nach Damaskus II) von August Strindberg
- 1944 – Kronbruden von August Strindberg
- 1948 – Antigone von Sophokles
- 1949 – Stora Landsvägen (Die große Landstraße) von August Strindberg
- 1951 – Konung Oidipus	(König Ödipus) von Sophokles
- 1952 – Antonius och Kleopatra	(Antonius und Cleopatra) von William Shakespeare
- 1956 – Gengångare (Gespenster) von Henrik Ibsen
- 1962 – Andorra von Max Frisch
- 1962 – Spöksonaten (Geistersonate) von August Strindberg
- 1963 – Becket	(Becket oder die Ehre Gottes) von Jean Anouilh

## Filmographie (Auswahl)

### Regie
Bei folgenden Produktionen führte Molander Regie:
- 1925: Die Kameliendame (Damen med kameliorna)
- 1926: Nur eine Tänzerin
- 1942: General von Döbeln
- 1942: Frauen in Gefangenschaft; aka: Der Pfarrer der Entgleisten (Kvinnor i fångenskap)
- 1943: Ich tötete… (Jag dräpte)
- 1946: Johansson und Vestman (Johansson och Vestman)

### Schauspieler
Als Schauspieler war Molander u. a. in folgenden Filmen zu sehen:
- 1922 – Thomas Graals myndling
- 1939 – Gubben kommer
- 1940 – Stora famnen
- 1945 – Vandring med månen (Internationaler Titel: Wandering with the Moon)
- 1945 – Galgmannen